# Airey Neave
Airey Neave (23. ledna 1916 Londýn – 30. března 1979 Londýn) byl britský poddůstojník, příslušník Královského dělostřelectva. Po druhé světové válce se stal jako zástupce Konzervativní strany poslancem britské Dolní sněmovny. V roce 1979 byl při odjezdu autem z podzemního parkoviště Westminsterského paláce zabit explozí nastražené výbušniny uvnitř jeho Vauxhall Cavalier; k tomuto činu se přihlásila Irská národně osvobozenecká armáda (spojena s Irskou republikánskou armádou).

## Rodina
Jeho manželkou byla Diana Neave, baronesa Airey of Abingdon (sňatek 1942). Měl tři děti: William Robert Sheffield Neave, Marigold Elizabeth Cassandra Neave, Richard Patrick Sheffield Neave. Jeho vnoučata se jmenovala William Robert Sheffield Neave, Marigold Elizabeth Cassandra Neave, Richard Patrick Sheffield Neave, Sebastian Airey Stuart Neave a James Riddell Airey Neave.